# Sierra Mixe

La Sierra Mixe es una cadena montañosa que forma parte de la Sierra Madre del Sur en el estado de Oaxaca. No debe confundirse con la Sierra Juárez, la cual es la cadena montañosa colindante, ubicada al oeste de esta sierra. Ambas cadenas montañosas forman parte de la subprovincia fisiográfica conocida localmente como Sierra Norte de Oaxaca. Algunos nombres que se refieren a porciones de esta sierra son Sierra del Cempoaltépetl, Sierra de Villa Alta y Sierra Mixe-Zapoteca.

## Ubicación
La Sierra Mixe es la parte más oriental de la provincia fisiográfica Sierra Madre del Sur, que en el estado de Oaxaca recibe el nombre de Sierra Norte. Se ubica al noreste de la capital del estado. Tiene dos ejes orográficos perpendiculares, uno que corre en dirección norte-sur y otro en dirección este-oeste. Al occidente está separada de la Sierra Juárez por el Río Cajonos, mientras que al sur está delimitada por el caudal del Río Tehuantepec. Al norte y al noreste la sierra da paso a la Planicie Costera del Golfo de México, y al este colinda con las sierras de los Chimalapas.
Los distritos que abarca la Sierra Mixe son principalmente el Distrito Mixe, Choapam y Villa Alta, y porciones de los distritos de Tlacolula, Yautepec y Tehuantepec.

## Altitud
La altitud de la Sierra Mixe va desde el pie de monte al noreste a 200 m s. n. m. y su punto más alto está en el cerro Cempoaltépetl, a 3389 m s. n. m., la segunda montaña más alta del estado de Oaxaca, por detrás del cierro Quie Yelaag.

## Biodiversidad
La Sierra Mixe alberga una gran biodiversidad, con distintos ecosistemas que responden a la variación altitudinal de la sierra. Al nor-oriente hay selvas húmedas y a medida que aumenta la altitud se encuentran bosques de niebla, bosques de pino y encino. En la parte suroeste de la sierra hay menos humedad y se pueden encontrar selvas secas y vegetación xerófita.
En la Sierra Mixe se encuentra uno de los bosques de niebla más grandes del estado de Oaxaca, con abundante vegetación y fauna. Forma parte de la Región Terrestre Prioritaria para la conservación Sierras del Norte de Oaxaca-Mixe, de la CONABIO.

## Hidrografía
Los arroyos que bajan de la sierra pertenecen a tres cuencas hidrográficas, dos de ellas desembocan en el Golfo de México y una de ellas en el Océano Pacífico. Al occidente de la sierra los arroyos forman parte de la cuenca del Río Cajonos, que es tributario del Río Papaloapan. Al norte y noreste corren los ríos Puxmetacán y Lalana, que también son afluentes del Papaloapan. Al oriente los ríos Sarabia y Jaltepec son afluentes del Río Coatzacoalcos. Finalmente, los escurrimientos del sur de la sierra desembocan en el Río Tehuantepec, que desemboca en el Océano Pacífico.

## Población
La Sierra Mixe ha estado continuamente habitada desde hace más de 2,000 años. El nombre que se le da a la sierra se debe a que está habitada principalmente por comunidades mixes, sin embargo, también se encuentran en ella comunidades zapotecas y chinantecas. Existen áreas de esta sierra que están densamente pobladas mientras que otras casi no tienen población. 